# Entodon longicostatus
Entodon longicostatus är en bladmossart som beskrevs av William Russell Buck 1980. Entodon longicostatus ingår i släktet Entodon och familjen Entodontaceae. Inga underarter finns listade i Catalogue of Life.